# BO4L
BO4L er det 3. studiealbum og den 5. større udgivelse af den danske musiker Kesi. Albummet er udgivet den 31. juli 2020 via MXIII og disco:wax.

## Modtagelse

### Priser
Albummet var ved Danish Music Awards 2020 nomineret til Årets danske album, men prisen gik til Branco og Gillis fællesalbum Euro Connection.

## Spor
| 1.    | "BO4L"                                         | 1:06 |
| 2.    | "Niveauer"                                     | 2:03 |
| 3.    | "Tilbage"                                      | 3:00 |
| 4.    | "Ik Tænk" (featuring Benny Jamz)               | 2:40 |
| 5.    | "Blå Himmel" (featuring Hans Philip)           | 3:48 |
| 6.    | "Snak Lidt Med Mig"                            | 3:51 |
| 7.    | "Baku" (featuring ICEKIID)                     | 3:40 |
| 8.    | "10 Timer"                                     | 2:28 |
| 9.    | "Forretning" (featuring Sivas)                 | 2:47 |
| 10.   | "Hygger Mig pt. 2" (featuring Gilli)           | 2:56 |
| 11.   | "Fokus/Nætter" (featuring Benny Jamz og Kimbo) | 4:42 |
| 12.   | "Om Igen" (featuring Noah Carter)              | 3:50 |
| 13.   | "Livet Er Langt, Lykken Er Kort"               | 3:21 |
| 40:17 |                                                |      |

## Hitlister

### Album

#### Ugentlige hitlister
| Hitliste (2020)        | Højeste placering |
| ---------------------- | ----------------- |
| Danmark (Album Top 40) | 1                 |

#### Årslister
| Hitliste (2020) | Placering |
| --------------- | --------- |
| Danmark         | 6         |